# حزب اسلامی رفاه کارگران
حزب اسلامی رفاه کارگران از احزاب کارگری هوادار نظام در ایران است. این حزب توسط حسن فرجی، عباس اللهیار و حسین سرافراز تأسیس شد.
این حزب حزب در انتخابات ریاست‌جمهوری ایران (۱۳۸۸)  از میرحسین موسوی طرفداری کرد اما پس از تغییر شورای مرکزی و انتخاب حسن فرجی به عنوان دبیرکل حزب، این حزب در انتخابات ریاست‌جمهوری ایران (۱۳۹۶) از سید ابراهیم رئیسی حمایت کرد.

## اهداف
1. پاسداری از اهداف انقلاب اسلامی و آرمان‌های خمینی و ارزش‌ها و آرمان‌های انقلاب اسلامی و حفظ حکومت اسلامی و قانون اساسی.
2. رشد اعتقادات دینی و عقیدتی و اخلاقی و معنوی و توسعهٔ فرهنگ اسلامی میان اقشار مختلف جامعه.
3. رشد آگاهی‌های سیاسی به‌منظور شرکت در ادارهٔ کشور.
4. تحقق عدالت اجتماعی و اقتصادی و رفع هرگونه استثمار و بهره‌کشی.
5. ایجاد تأمین شغلی و تأمین اجتماعی و تأمین مسکن و امنیت قضایی.
6. تضمین آزادی‌های اساسی و حفظ حقوق ملت.
7. تحول در نظام اداری و حذف بروکراسی.
8. تأمین امنیت داخلی و خارجی و تمامیت ارضی از طریق تجهیز نیروهای نظامی و انتظامی.
9. قانون‌گذاری براساس شریعت اسلامی و قانون اساسی.
10. تأمین حقوق مادی و معنوی کارگران.

## دبیرکل و اعضای شورای مرکزی
دبیرکل فعلی حزب حسن فرجی می‌باشد.
اعضای شورای مرکزی عبارتند از آقایان:
حسن فرجی، محمدمهدی منافی، عباس اللهیار، محمد فرجی، محمد پورسراجیان و مهدی دهلوی